# Arnold Redler

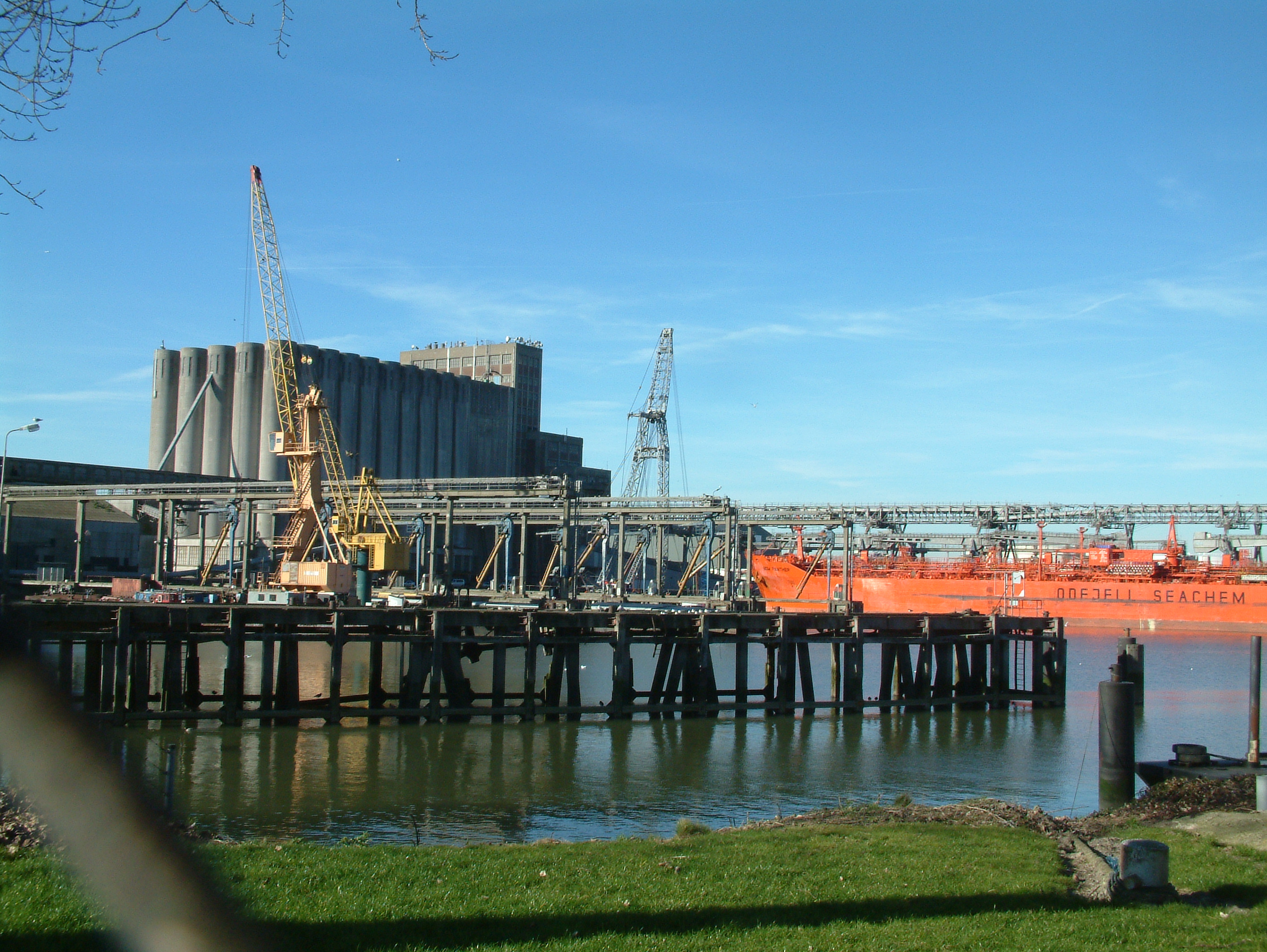
Bij het graanbedrijf in de Botlek werd het graan over de silo's verdeeld d.m.v. de "redlers"

Arnold Redler (sep 1875 - okt 1958) was de oprichter van een Engelse fabriek van systemen voor intern transport, Redler Limited in Stroud, Gloucestershire in 1920 en de bedenker van het naar hem genoemde transportsysteem van droog stortgoed. Hij ontwierp een gesloten transportsysteem van rechthoekige kokers waarin, via een aangedreven sleepketting over de bodem met naar twee kanten een arm, droge stoffen zoals graan horizontaal kunnen worden verplaatst of onder een hoek van hoogstens 60° omhoog kunnen worden getransporteerd.